# Горас Ашенфельтер
Горас Ашенфельтер III (англ. Horace Ashenfelter III; нар. 23 січня 1923 — пом. 6 січня 2018) — американський легкоатлет, який спеціалізувався в бігу на довгі дистанції та стипль-чезі.

## Із життєпису
Олімпійський чемпіон-1952 з бігу на 3000 метрів з перешкодами.
На наступній Олімпіаді також взяв участь у бігу з перешкодами, проте не пройшов далі забігу.
Срібний призер Панамериканських ігор-1955 з бігу на 5000 метрів.
Дворазовий чемпіон США.
Упродовж 1951—1956, паралельно із спортивною кар'єрою, працював у ФБР.
По завершенні спортивної кар'єри (1956) працював на торгових посадах у різноманітних металургійних фірмах.
Молодший брат Білл (1924—2010) також виступав у стипль-чезі, учасник Ігор-1952, рекордсмен світу в естафеті 4×880 ярдів.
Помер у віці 94 років.

## Основні міжнародні виступи
| Рік  | Змагання             | Місто     | Місце | Дисципліна | Примітки         |
| ---- | -------------------- | --------- | ----- | ---------- | ---------------- |
| 1952 | Олімпійські ігри     | Гельсінкі | 1     | 3000 м з/п | Відео на YouTube |
| 1955 | Панамериканські ігри | Мехіко    | 2     | 5000 м     |                  |
| 1956 | Олімпійські ігри     | Мельбурн  | 1заб6 | 3000 м з/п |                  |

## Визнання
- Член Зали слави легкої атлетики США (1975).
- Починаючи з 1999, у містечку Глен-Ридж (штат Нью-Джерсі), де проживав Ашенфельтер, щорічно проходить шосейний забіг на 8 кілометрів «Ashenfelter 8K».